# Hon Kwok City Center
El Hon Kwok City Center es un rascacielos ubicado en la ciudad china de Shenzhen. La construcción comenzó en 2010 y terminó en 2015. Con una altura de 329 metros es el tercer rascacielos más alto de la ciudad, por detrás del Kingkey 100 y el Shun Hing Square. El edificio tiene 80 pisos destinados a oficinas y residencias.